# Mario Enrique Arriaza Galdámez
Mario Enrique Arriaza Galdamez, (1939 - 2008) fue un político guatemalteco, Alcalde de la ciudad de Gualán

## Sus primeros años
Nació el primero de noviembre de 1939 en la Finca bananera de Chicasau, Los Amates, Izabal, en la República de Guatemala. Hijo de doña Soledad Galdámez y de Don Víctor Arriaza quien laboraba para aquella finca bananera. Rolando y Ovidio, fueron sus hermanos mayores.
En la finca transcurren los primeros seis años de vida y luego es trasladado a Gualán para dejarlo al cuidado de su abuelito don Genaro Galdámez, en el Barrio Río Hondo, debido a la ruptura matrimonial de sus progenitores.
Su niñez en Gualán es de grandes limitaciones materiales, sin embargo su abuelo lo apoya para que pueda cursar hasta el cuarto año de primaria en la Escuela Nacional para Varones. De su paso por la escuela primaria habría de recordar con mucho cariño al profesor Alejandro Carranza, quien se preocupó por hacer de él un niño educado. Su señora madre, que estaba pendiente de su desarrollo, decide llevarlo a la Villa de Tiquisate, Escuintla, donde ella se había radicado, para hacerse cargo de su crianza y lo inscribe en la Escuela Fray Bartolomé de las Casas de aquella localidad.
Posteriormente es enviado a la ciudad capital como alumno interno del Colegio Evangélico La Patria, allí concluye la educación primaria. Continúa su formación académica en la Escuela Normal Pedro Molina, La Alameda Chimaltenango, pero llega a la conclusión de que el estudio no es lo que desea para su vida y abandona el establecimiento cuando cursaba el segundo grado básico.
Aprende a manejar y como piloto se sintió realizado. Hecho ya un hombrecito retorna a Gualán y trabaja como chofer inicialmente con don Juan Súchite y esporádicamente era buscado por las autoridades municipales para viajes o tareas específicas.
Finalmente, en 1962, el señor Alcalde Municipal don Gregorio Leiva lo nombra definitivamente en la plaza de Piloto asignándole un salario de Q 56.00 mensuales.
Contrae matrimonio con Rutilia Portocarrero de cuya unión nace Liseth.

## De dirigente deportivo a Alcalde Municipal
Como empleado municipal, en poco tiempo alcanzó gran popularidad, aunado a su afición por el fútbol que lo mantenía en comunicación con una gran cantidad de paisanos. La gente pobre va abriéndole poco a poco un amplio espacio y las familias tradicionalmente pudientes en el pueblo, también van dándole cabida hasta que su popularidad llega a tal punto que se presenta el momento en que un grupo de vecinos le insinúa su postulación como candidato a Alcalde, acepta y como era de esperarse, gana las elecciones postulado por el Movimiento de Liberación Nacional. Mario Arriaza gozaba de una gran popularidad forjada principalmente como dirigente deportivo, siendo el principal sostenedor del legendario Palermo, equipo que en enero de 1977 ascendió a la liga Mayor B, actualmente Primera División. 
Su período edilicio abarca del 15 de junio de 1978 al 31 de agosto de 1981, cuando el General Fernando Romeo Lucas García se desempeñaba como Presidente Constitucional de la República de Guatemala.
Su gestión edilicia principia con una problemática aguda, como consecuencia del terremoto de 1976 que había destruido totalmente la infraestructura del municipio, por lo que la reconstrucción era la principal tarea. 
Entre sus principales aportes al desarrollo del municipio podemos mencionar los siguientes:
En 1978, el 20 de diciembre, luego de una serie de gestiones ante las autoridades centrales, se inaugura la agencia de Guatel, en la cabecera municipal, para lo cual la municipalidad tuvo que ceder a la empresa el terreno que necesitaban.
En mayo de 1979, el Señor Alcalde convoca a un grupo de gualantecos con inquietudes literarias y establece los Primeros Juegos Florales a nivel nacional, dicho evento literario también fue auspiciado por la municipalidad al siguiente año.
En 1979 también formó un Consejo Editorial que se encargó de la publicación de la Revista Feria, con el propósito de dar a conocer a paisanos y amigos de Gualán, los momentos que el poblado vivía con miras a su reconstrucción total.
El 11 de diciembre de 1979 se inaugura en el Centro de Capacitación Isaura Esquivel, la Biblioteca del Banco de Guatemala igualmente como producto de sus gestiones
Como una forma de estimular a los gualantecos que se proyecten hacia el bienestar en general de los habitantes del municipio, se instituye la presea EL YAJE DE ORO, siendo el Prof. Hugo Rolando Aguilar Pinto, el primer ciudadano en recibirlo el 6 de mayo de 1980, tomando en cuenta sus múltiples méritos docentes.
En noviembre de 1980, la Corporación Municipal presidida por Arriaza Galdámez, logra el inicio de operaciones de BANDESA, como un sólido apoyo al desarrollo agrícola del municipio. El banco en mención posteriormente se convierte en BANRURAL.
En diciembre de 1980 se inaugura el actual edificio de la municipalidad cuyo costo fue de Q 210,000.00
En marzo de 1981, con motivo de la ejecución de los Censos de Población y Habitación, el Señor Arriaza Galdámez, funge como Presidente de la Comisión Municipal de los Censos, desde donde velaría por la efectiva realización del evento.

## Sus aspiraciones de llegar al Congreso de la República
El 31 de agosto de 1981, Arriaza Galdámez presenta su renuncia ante el Consejo Municipal para postularse como candidato a Diputado por el departamento de Zacapa, impulsado igualmente por el Movimiento de Liberación Nacional, lo cual impidió que concluyera el período de cuatro años para el que había sido elegido.
Mario Arriaza fue derrotado en sus aspiraciones por llegar al Congreso de la República, pero el ganador tampoco pudo tomar posesión del cargo debido al Golpe de Estado que se produjo el 23 de marzo de 1982, en donde se anularon las elecciones y los resultados del evento electoral. En Gualán sucedieron a Arriaza Galdámez cuatro alcaldes en períodos cortos de función edilicia, entre tanto se realizaba un nuevo evento electoral.

## De nuevo como Alcalde Municipal
Participa nuevamente como candidato a Alcalde y triunfa. Su segundo período edilicio abarca del 15 de enero de 1986 al 15 de enero de 1991, la experiencia en sus aspiraciones por ocupar una curul en el congreso había termina-do en frustración y aprovechando aún la popularidad alcanzada en su gestión anterior, obtener de nuevo el cargo de Alcalde Municipal no le fue complicado. 
Arriaza Galdámez se constituye en el último Alcalde Municipal que gobernó bajo los preceptos de la Constitución Política promulgada en 1965 y el primer Alcalde Municipal que es electo con la nueva Constitución promulgada en 1985. En ella se establece que el período de función edilicia será de cinco años y las municipalidades contarían, para la efectiva realización de su obra, con una asignación económica equivalente al 8% del presupuesto general de la nación.
En 1986, las gestiones edilicias ante Guatel fructifican y se instalan 99 teléfonos domiciliares, con lo cual disminuye la elevada demanda que la agencia de esa empresa atendía a nivel local.
En 1988, en un afán de dar a conocer la dinámica de desarrollo que el municipio experimentaba, se publica nueva-mente la revista Feria.
En el segundo período edilicio, los constantes comentarios de la población en relación al mal uso de los fondos provenientes del 8% constitucional, fueron minando la popularidad de Mario Arriaza a tal grado, que al lanzarse nuevamente como candidato a Alcalde en las elecciones de noviembre de 1990, logra la reelección por escasos 421 votos sobre su principal opositor. Mario obtuvo un total de 1,987 votos entre tanto los otros candidatos lograron juntos 4,733 votos.
El tercer período edilicio se inicia del 15 de enero de 1991 y concluye el 15 de enero de 1996. Fue un período sumamente conflictivo, debido a que un grupo de vecinos se organizaron para presentar formal acusación sobre los supuestos malos manejos de los fondos municipales.
El tercer período edilicio de Arriaza Galdámez coincide con el gobierno del Ing. Jorge Antonio Serrano Elías, quien debido al autogolpe de estado que se provocó, no concluyó su periodo presidencial. 
El Congreso eligió al Lic. Ramiro De León Carpio para que concluyera el período iniciado por Serrano Elías y en un afán de retornar al ordenamiento jurídico, De León Carpio convocó a una Consulta Popular para la aprobación de una serie de reformas a la Constitución Política, la cual se realizó en enero de 1994. En agosto de 1994 se realiza otro evento electoral para elegir a los integrantes del nuevo congreso que igualmente concluirían el período del congreso electo junto a Serrano Elías. Por lo anterior, durante el período edilicio de Mario Arriaza fungieron dos presidentes de la República, se realizó una Consulta Popular y hubo elecciones para nuevo congreso.
A pesar de la situación conflictiva a nivel local y la difícil situación política y social a nivel nacional, Mario Arriaza decide participar como candidato a Alcalde en las elecciones de 1995, postulado ahora por el Partido de Avanzada Nacional (PAN). Las gestiones de sus detractores prosperaron y cuando faltaban pocos días para las elecciones, un juzgado ordena iniciarle proceso judicial, cancelando su candidatura y dejando-lo fuera de la contienda electoral.

## Como un reconocimiento a su labor
Como un reconocimiento a su esfuerzo y dedicación por el deporte gualanteco, el Estadio Municipal de Gualán fue bautizado con su nombre.
Finalizada su labor edilicia, se traslada a Puerto Barrios y trabaja en la Empresa Portuaria Santo Tomás de Castilla. En noviembre del 2002 sufre un lamentable accidente de tránsito que lo hace pasar por un difícil periodo de rehabilitación
A pesar de sus limitaciones físicas participa en las elecciones municipales del 2003 en una de las planillas y luego del conteo final pasa a formar parte de la corporación municipal 2004 – 2008 en el cargo de Concejal IV. 
Falleció el 2 de septiembre de 2008 cuando formaba parte de la corporación municipal 2008 - 2012 en calidad de Concejal Suplente
| Predecesor: Federico Eugenio Siguí García | Alcalde Municipal de Gualán Del 15 de enero de 1986 al 15 de enero de 1996 | Sucesor: Juan José Mejía Rodriguez |